# Мургаші (комуна)
Мургаші (рум. Murgași) — комуна у повіті Долж в Румунії. До складу комуни входять такі села (дані про населення за 2002 рік):
- Балота-де-Жос (335 осіб) — адміністративний центр комуни
- Балота-де-Сус (378 осіб)
- Буштень (237 осіб)
- Велешть (534 особи)
- Гая (400 осіб)
- Мургаші (601 особа)
- Пікетуріле (166 осіб)
- Руптуріле (124 особи)

Комуна розташована на відстані 181 км на захід від Бухареста, 24 км на північ від Крайови.

## Населення
За даними перепису населення 2002 року у комуні проживали 2775 осіб, усі — румуни. Усі жителі комуни рідною мовою назвали румунську.
Склад населення комуни за віросповіданням:
| Релігія        | Кількість осіб | Відсоток |
| -------------- | -------------- | -------- |
| православні    | 2674           | 96,4%    |
| адвентисти     | 88             | 3,2%     |
| бретрени       | 8              | 0,3%     |
| римо-католики  | 2              | 0,1%     |
| п'ятдесятники  | 1              | < 0,1%   |
| греко-католики | 1              | < 0,1%   |